# ورنادسکی
ورنادسکی (انگلیسی: Vernadskii Ridge) یک گروه کوه آتشفشانی در جزایر کوریل کشور روسیه است.